# Georg Pettersson (socialdemokrat)
Axel Georg Pettersson, född 18 februari 1907 i Sura församling, Västmanlands län, död 22 juni 1972 i Visby, var en svensk riksdagspolitiker (socialdemokrat).
Pettersson var ledamot av riksdagens första kammare 1948–1970 för Kalmar läns och Gotlands läns valkrets. Han var också ledamot av enkammarriksdagen 1971 samt landstingsledamot. Georg Pettersson är begravd på Norra kyrkogården i Visby.